# Rudgea clerodendroides
Rudgea clerodendroides är en måreväxtart som beskrevs av Daniela Cristina Zappi. Rudgea clerodendroides ingår i släktet Rudgea och familjen måreväxter.
Artens utbredningsområde är Ecuador. Inga underarter finns listade i Catalogue of Life.